# Beth Ditto EP
Beth Ditto EP est un maxi single de la chanteuse éponyme du groupe américain Gossip. Il sort le 14 mars 2011. Il s'agit de son premier disque en solo.

## Liste des pistes
1. I Wrote The Book — 3 min 24 s
2. Good Night Good Morning — 3 min 54 s
3. Open Heart Surgery — 4 min 30 s
4. Do You Need Someone — 3 min 36 s